# ぎふ七福神
ぎふ七福神（-しちふくじん）は、岐阜県岐阜市北東部から各務原市北西部に広がる曹洞宗寺院で構成された七福神巡礼地。2012年（平成24年）に開創。

## ぎふ七福神の一覧
福禄寿と寿老人が1寺にあるため計6寺で構成される巡礼コースである。
- 大黒天：瑞巌寺　各務原市北洞
- 恵比寿：智照院　岐阜市岩田西
- 布袋尊：林陽寺　岐阜市岩田西
- 毘沙門天：龍雲寺　岐阜市芥見大船
- 弁財天：吉祥寺　岐阜市太郎丸
- 寿老人・福禄寿：大覚寺　岐阜市長良